# Patinação artística nos Jogos Olímpicos de Inverno de 1992
Resultados das competições de patinação artística nos Jogos Olímpicos de Inverno de 1992 realizadas em Albertville, França.

## Medalhistas
| Evento                        | Ouro                                                    | Prata                                          | Bronze                                           |
| ----------------------------- | ------------------------------------------------------- | ---------------------------------------------- | ------------------------------------------------ |
| Individual masculino detalhes | Viktor Petrenko EUN Equipa Unificada                    | Paul Wylie USA Estados Unidos                  | Petr Barna TCH Checoslováquia                    |
| Individual feminino detalhes  | Kristi Yamaguchi USA Estados Unidos                     | Midori Ito JPN Japão                           | Nancy Kerrigan USA Estados Unidos                |
| Duplas detalhes               | Natalia Mishkutenok Artur Dmitriev EUN Equipa Unificada | Elena Bechke Denis Petrov EUN Equipa Unificada | Isabelle Brasseur Lloyd Eisler CAN Canadá        |
| Dança no gelo detalhes        | Marina Klimova Sergei Ponomarenko EUN Equipa Unificada  | Isabelle Duchesnay Paul Duchesnay FRA França   | Maya Usova Alexander Zhulin EUN Equipa Unificada |

## Quadro de medalhas
| Ordem | País                 | Medalha de ouro | Medalha de prata | Medalha de bronze |   | Ordem por total |
| ----- | -------------------- | --------------- | ---------------- | ----------------- | - | --------------- |
| 1     | EUN Equipa Unificada | 3               | 1                | 1                 | 5 | 1               |
| 2     | USA Estados Unidos   | 1               | 1                | 1                 | 3 | 2               |
| 3     | FRA França           |                 | 1                |                   | 1 | 3               |
| 3     | JPN Japão            |                 | 1                |                   | 1 | 3               |
| 5     | CAN Canadá           |                 |                  | 1                 | 1 | 3               |
| 5     | TCH Checoslováquia   |                 |                  | 1                 | 1 | 3               |